# Список умерших в 1390 году

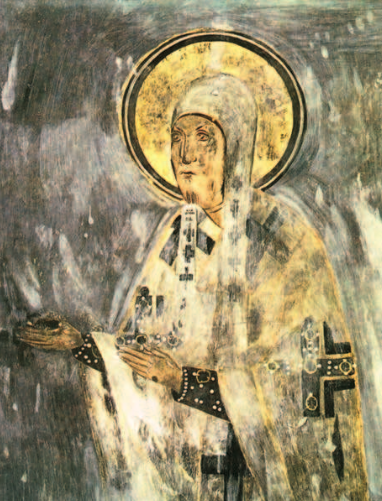
Алексий

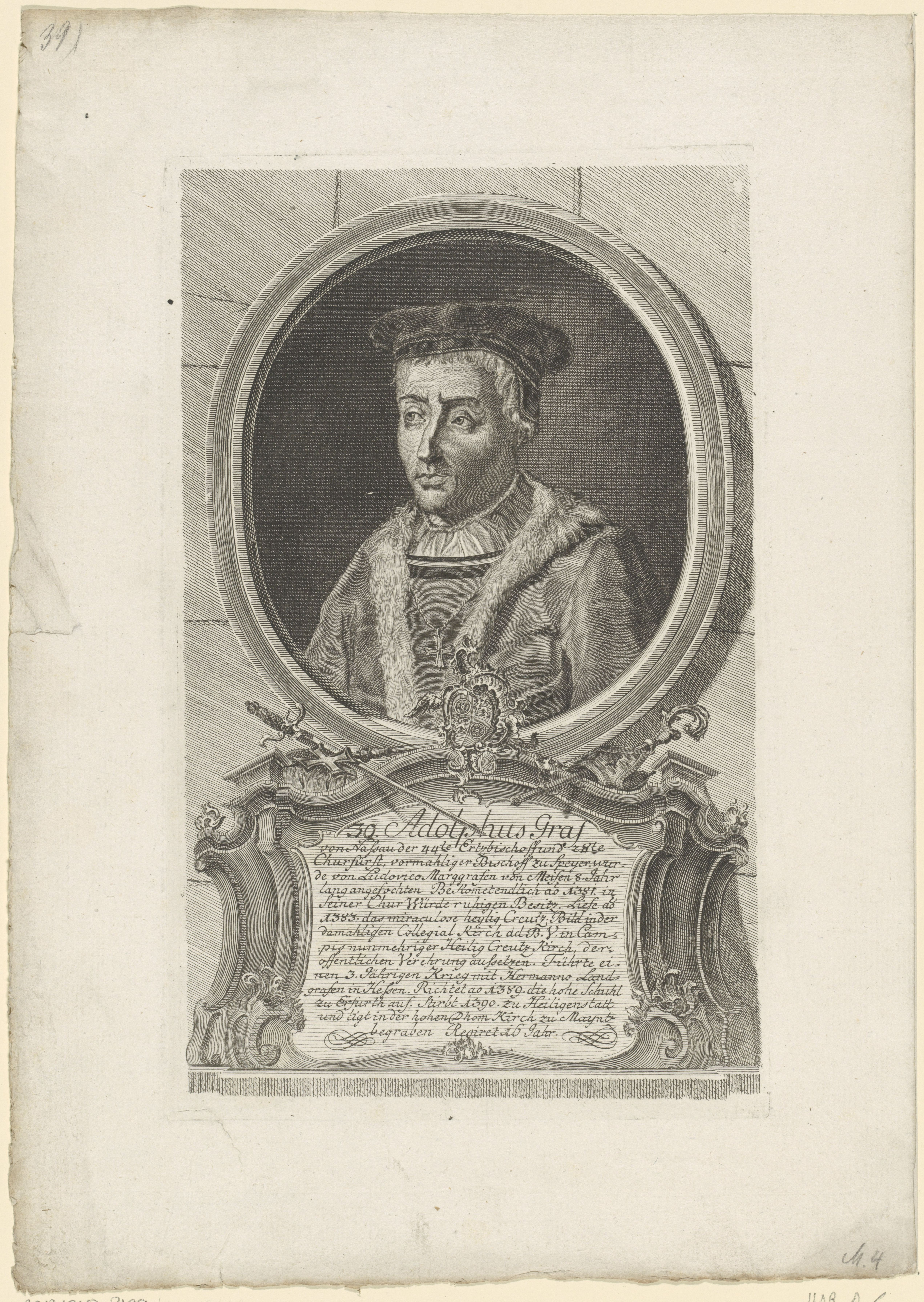
Адольф Нассау-Висбаден-Идштейнский

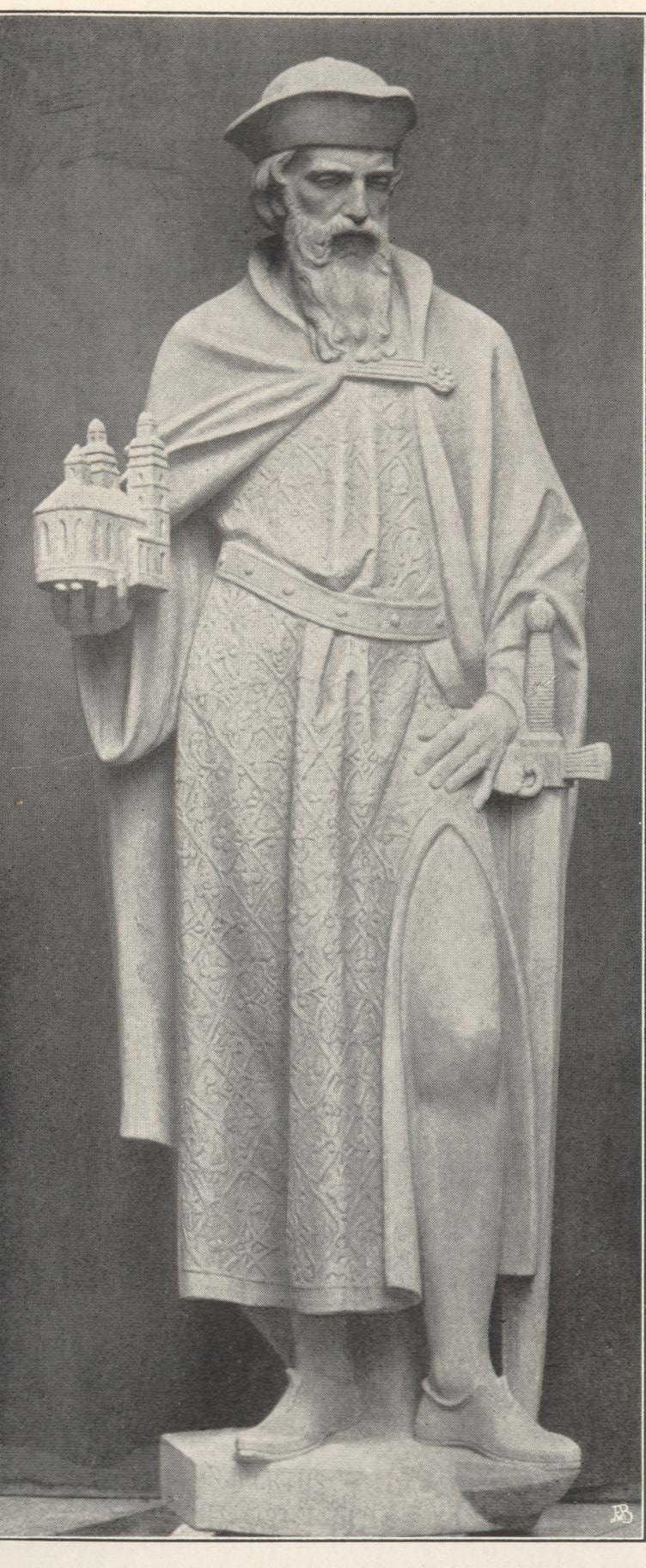
Рупрехт I

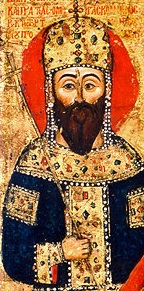
Алексей III Великий Комнин

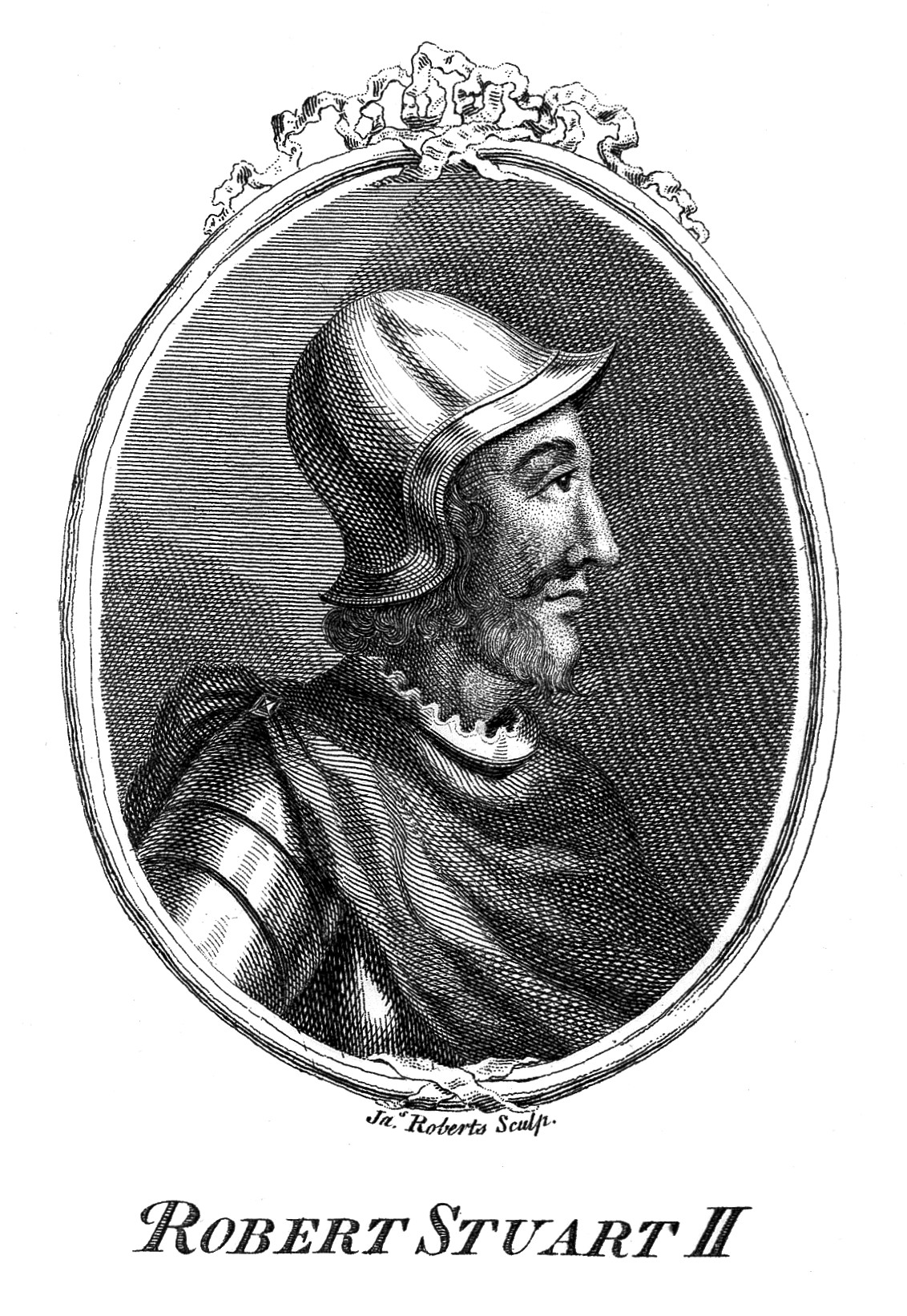
Роберт II

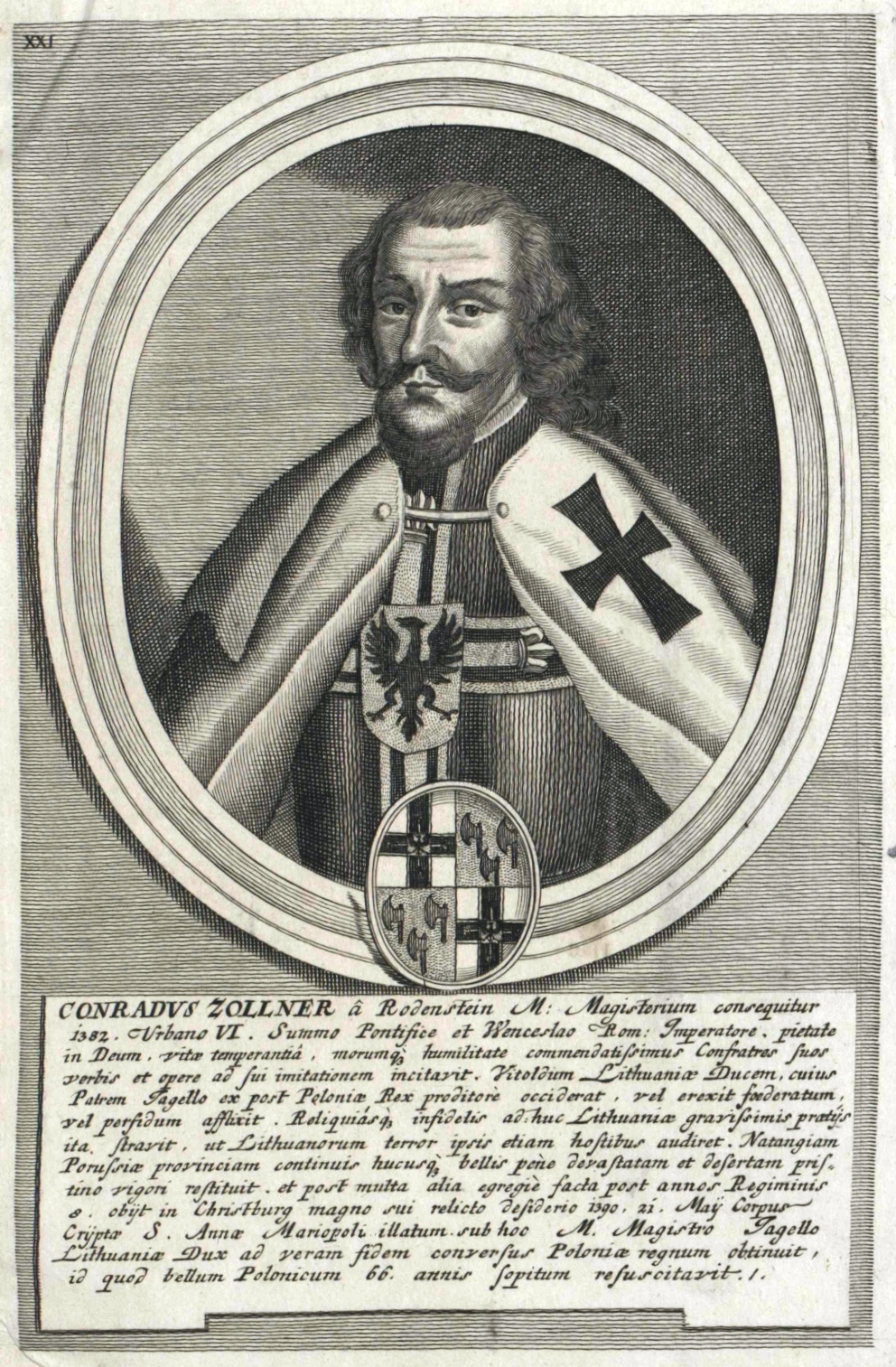
Конрад Цёлльнер фон Ротенштайн

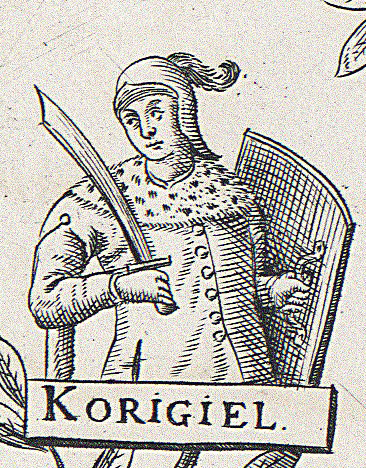
Каригайло

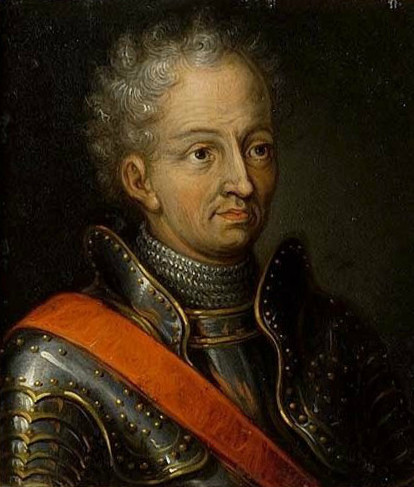
Жан I

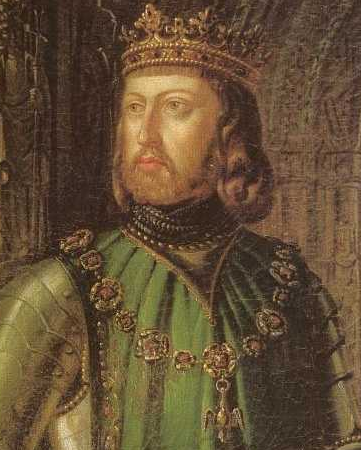
Хуан I Кастильский

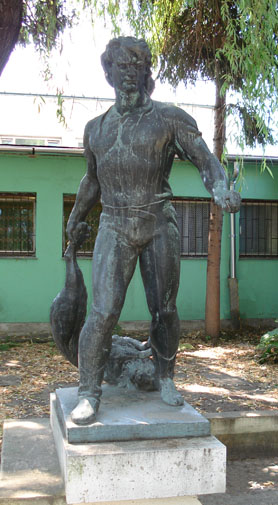
Миклош Толди

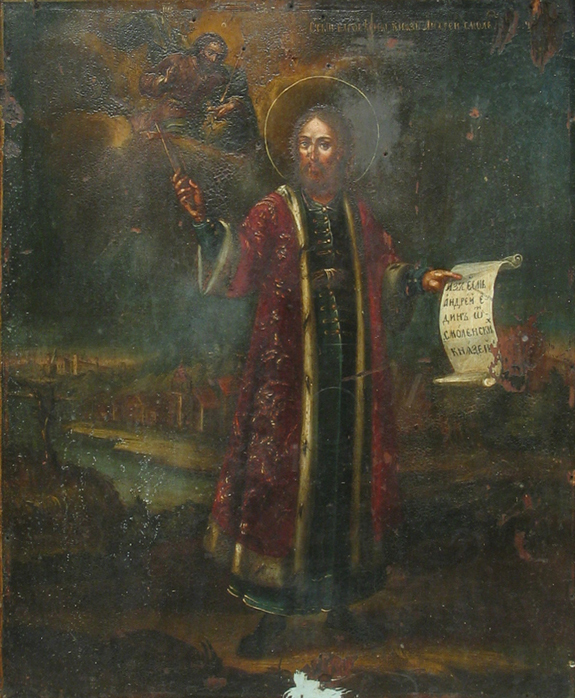
Андрей Смоленский

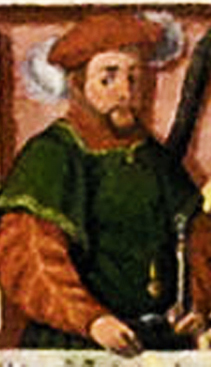
Вартислав V

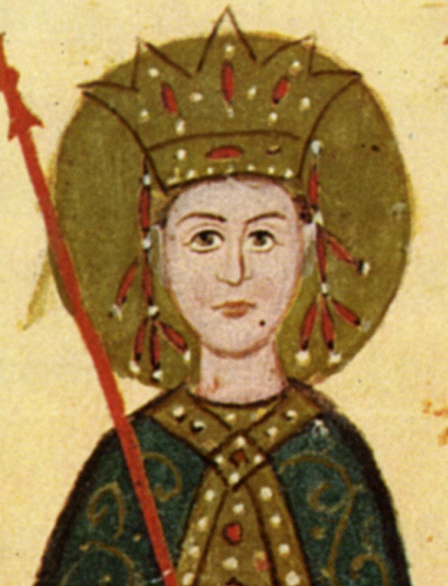
Кераца-Мария

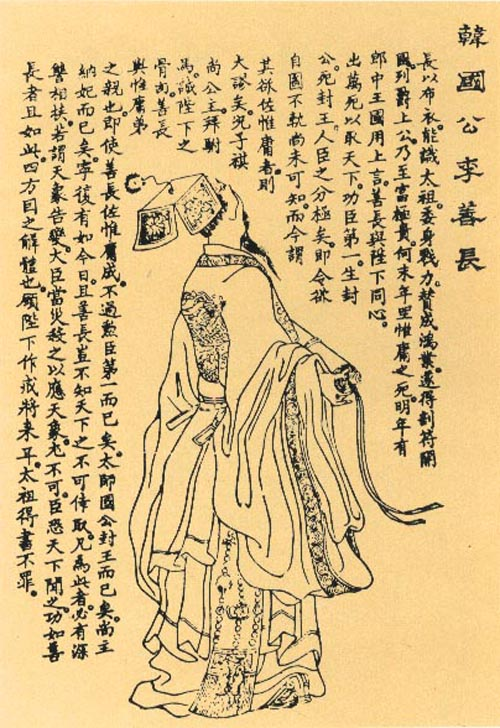
Ли Шаньчан

В этой статье представлен список известных людей, умерших в 1390 году.
См. также: Категория:Умершие в 1390 году

## Январь
- 10 января — Сад ад-дин ат-Тафтазани (67) — персидский философ, представитель позднего калама.
- 11 января — Жан Фабри — французский хронист и историк, епископ Шартрский (1380—1390).

## Февраль
- 3 февраля — Алексий — епископ Русской православной церкви, архиепископ Новгородский (1360—1388)
- 6 февраля — Адольф Нассау-Висбаден-Идштейнский — князь-епископ Шпейера (1371—1388) и архиепископ Майнца (1381—1390; под именем Адольф I).
- 16 февраля — Рупрехт I (80) — курфюрст Пфальца (1356—1390).

## Март
- 4 марта —  Ольдржих I из Рожмберка — чешский аристократ из панского рода Рожмберков.
- 20 марта — Алексей III Великий Комнин (51) — Трапезундский император (1349—1390).
- 27 марта — Ядвига Жаганьская — силезская княжна из глогувской линии династии Силезских Пястов, королева-консорт Польши (1365—1370), четвертая жена короля Польши Казимира III Великого

## Апрель
- 17 апреля — Генрих II — граф Гольштейн-Рендсбурга (1340—1390)
- 19 апреля — Роберт II (74) — король Шотландии (1371—1390), основатель династии Стюартов на шотландском престоле.

## Май
- 10 мая — Ральф Бассет — английский аристократ, последний, 3-й барон Бассет из Дрейтона (1343—1390).

## Июль
- 8 июля — Альберт Саксонский — философ, логик, математик, механик и естествоиспытатель, епископ Хальберштадта (1366—1390).

## Август
- 14 августа — Джон Фицалан (25) — 2-й барон Арундел и 3-й барон Мальтраверс (1379—1390).
- 17 августа — Ги де Бриан — английский аристократ, барон Бриан (1350—1390),  кавалер ордена Подвязки.
- 20 августа — Конрад Цёлльнер фон Ротенштайн — великий магистр Тевтонского ордена (1382—1390)
- 25 августа — Морис Фицджеральд — ирландский аристократ и военный деятель, 4-й граф Килдэр (1329—1390), пэр Ирландии, лорд-юстициарий Ирландии.

## Сентябрь
- 16 сентября — Каригайло — удельный князь Мстиславский, сын великого князя литовского Ольгерда Гедиминовича
- 23 сентября — Жан I (44) — герцог Лотарингии (1346—1390).
- Товтивил Кейстутович — князь новогрудский из династии Гедиминовичей.

## Октябрь
- 9 октября — Хуан I Кастильский (32) — король Кастилии и Леона (1379—1390).

## Ноябрь
- 22 ноября — Миклош Толди — венгерский национальный герой.
- 29 ноября  — Земовит Цешинский — генеральный приор Чешской провинции ордена иоаннитов (1373—1390)

## Дата неизвестна или требует уточнения
- Андрей Смоленский — святой князь
- Ассар Тебризи — персидский поэт и учёный
- Вартислав V — князь (герцог) Вольгастско-Рюгенский (1326—1368) и  и Щецинецкий (1368—1390)
- Доменико ди Кампофрегозо — дож Генуэзской республики (1370—1378)
- Доротея Видинская — болгарская царевна, баница и первая королева-консорт Боснии (1377—1390); супруга первого короля Боснии Стефана Твртко I Котроманича.
- Иван Родионович Квашня — московский боярин времён Дмитрия Донского,  родоначальник бояр Квашниных.
- Иса-бей Айдыноглу — последний правитель эмирата (бейлика) Айдыногуллары (Айдын, Айдынидов) (1360—1390)
- Кераца-Мария — болгарская княжна времён Второго Болгарского царства, византийская императрица—консорт (1376—1379) в браке с императором Андроником IV Палеологом.
- Ли Шаньчан —  китайский государственный деятель ранней династии Мин, первый левый канцлер Империи Мин (1368—1371).
- Маган II, 16-й манса Мали (1387—1389).
- Мокший — киличей Великого князя Московского Дмитрия Донского, основатель рода Макшеевых
- Михаил Панарет — уроженец города Трапезунда, протонотарий и севаст трапезундских императоров, автор первой части написанной на греческом языке «Трапезундской хроники» — исторического произведения о Трапезундской империи, охватывающей период с 1204 по 1426 гг.
- Сикандар-шах I — султан Бенгалии из династии Ильяс-шахов (1358—1390).
- Те Бонг Нга — правитель в Тямпе (1360—1390); погиб в морском сражении с вьетами.
- Франческо ди Ваннуччо — итальянский художник, сиенская школа.